# Villedieu-les-Poêles-Rouffigny
Villedieu-les-Poêles-Rouffigny é uma comuna francesa na região administrativa da Normandia, no departamento da Mancha. Estende-se por uma área de 14.77 km². Em 2010 a comuna tinha 3 940 habitantes (densidade: 266,8 hab./km²).
Foi criada em 1 de janeiro de 2016, a partir da fusão das antigas comunas de Villedieu-les-Poêles (sede da comuna) e Rouffigny.